# Drengene
|  | Denne artikel er oprettet af botten Steenthbot ud fra en ekstern database. Den kan derfor have sproglige fejl eller mangler. Denne skabelon kan fjernes efter kontrol af indholdet. |

Drengene er en dansk dokumentarfilm fra 2015 instrueret af Anders Skovbjerg Jepsen.

## Handling
Han har kaldt hende en sæk. Vistnok. Hun er såret, og han er et barn. Jeg ser efter det voksende i ham. Kigger efter de små undersøgelser af grænserne. De første tilnærmelser og afvisninger. En undskyldning i en bevægelse. Et spænd i aldre mellem jævnaldrende. Pigerne har et sprog, drengene et andet. De diskuterer det hele, men mellem linjerne. Halve indsigter og konturerne af et liv tegnes.

## Medvirkende
- Minna Juul
- Frederik Otte
- Mathias Husted Rasmussen
- Nicklas 'Paul' Andersen
- Philip Sommer